# 库尔克泰讷
库尔克泰讷（法語：Courquetaine，法語發音：[kuʁkətɛn] ⓘ）是法国塞纳-马恩省的一个市镇，属于默伦区。

## 地理
库尔克泰讷（48°40'41"N, 2°44'46"E）面积7.82 平方千米，位于法国法蘭西島大區塞纳-马恩省，该省份为法国北部内陆省份，北起瓦兹省，西接埃松省、马恩河谷省、塞纳-圣但尼省和瓦兹河谷省，南至卢瓦雷省，东南接约讷省，东临马恩省和奥布省，东北接埃纳省。
与库尔克泰讷接壤的市镇（或旧市镇、城区）包括：奥祖埃尔勒武尔日、布里地区普雷勒、库贝尔、布里地区利韦尔迪。

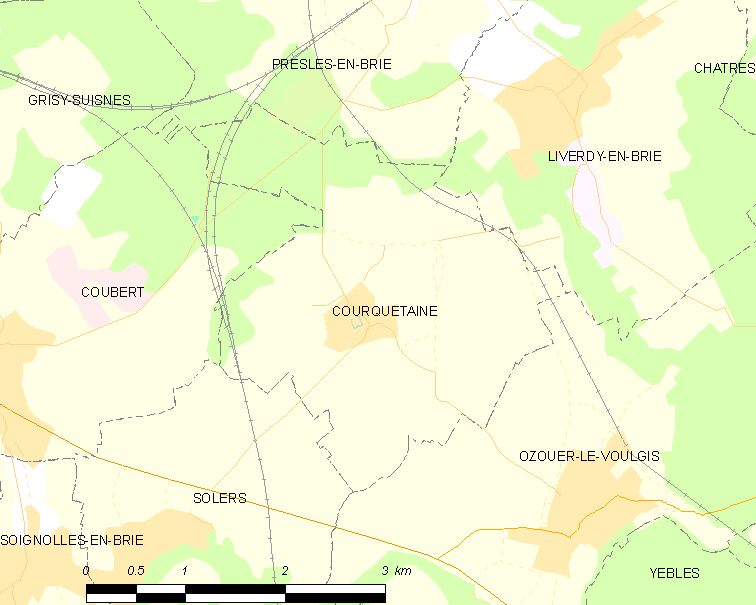
库尔克泰讷的OSM定位图

库尔克泰讷的时区为UTC+01:00、UTC+02:00（夏令时）。

## 行政
库尔克泰讷的邮政编码为77390，INSEE市镇编码为77136。

## 政治
库尔克泰讷所属的省级选区为丰特奈-特雷西尼县。

## 人口

1962-2008年间库尔克泰讷人口变化图示

库尔克泰讷于2022年1月1日时的人口数量为187人。